# La Voix des communes
La Voix des communes est un hebdomadaire de tendance radicale-socialiste qui couvrait l’actualité de l’arrondissement de Sceaux (département de la Seine) et qui a existé entre 1883 et 1936.

## Les éditeurs

### Directeurs
Les fondateurs sont Eugène Catalo (1841-1901), futur maire de Charenton-le-Pont et Gabriel Meynet. Gabriel Meynet (1829-1907), pharmacien, devient très vite le directeur et propriétaire unique de l’hebdomadaire. Libre-penseur et radical-socialiste, Gabriel Meynet est à l’origine, avec notamment le futur député Jules-Ferdinand Baulard, de l’Union des radicaux-socialistes des cantons de Charenton, Nogent et Saint-Maur, une des principales organisations de cette tendance qui participera à la fondation du parti radical-socialiste. Il est l’artisan de la séparation de la commune d’Alfortville, précédemment incluse dans celle de Maisons-Alfort ; il est maire d’Alfortville en 1888-1889 puis conseiller municipal.
À la mort de Gabriel Meynet, en mars 1907, Alfred Westphal (1869-1928) prend sa succession. S’il affiche les mêmes tendances politiques, il abandonne cependant assez rapidement ses fonctions dans les organisations partisanes et n’exerce pas de mandat électoral. En 1919, après deux ans d’interruption de parution, Alfred Westphal tente d’élargir la base politique du journal en instituant un comité de rédaction qui comprend des gens venant de tous les camps de l’armée républicaine : radicaux, républicains, socialistes, syndicalistes ; le socialiste Albert Thomas l’assure de sa collaboration. Cinq mois plus tard, Alfred Westphal tire un bilan d’échec de cette tentative et accepte de rendre le journal au parti radical-socialiste de la région.
Justin Laurens-Frings (1875-1950), prend sa succession. Industriel, il est commandeur de la Légion d’honneur. Il préside la Fédération de l’arrondissement de Sceaux du Parti radical et radical-socialiste.
Fernand Paturel assume la fonction de directeur à partir d’août 1924.
En 1930, Justin Laurens est de nouveau directeur de Voix des communes.

### Rédacteurs en chef
Le titre de rédacteur en chef n’est pas attribué systématiquement.
Le journaliste Henry Vaudémont (1855-1896), militant libre-penseur et conseiller municipal radical de Joinville-le-Pont, devient rédacteur en chef en avril 1890 et le reste jusque mai 1893.
Un secrétariat de rédaction est confié au poète Georges Baillet (1853-1906) qui le remplit de 1896 à 1906. Il revient ensuite à A. Deyres.
Albert Hahusseau (1876-1943), homme de lettres, ancien conseiller municipal de Charenton-le-Pont, exerce la fonction de rédacteur en chef de 1922 à 1924.
Edmond Chaligné, ancien adjoint au maire de Saint-Maur-des-Fossés, secrétaire national du parti radical-socialiste et secrétaire général de la Fédération de la Seine, est rédacteur en chef de 1930 à 1935. Il revendique être « une plume indépendante au service d’un journal honnête. »

## Le journal

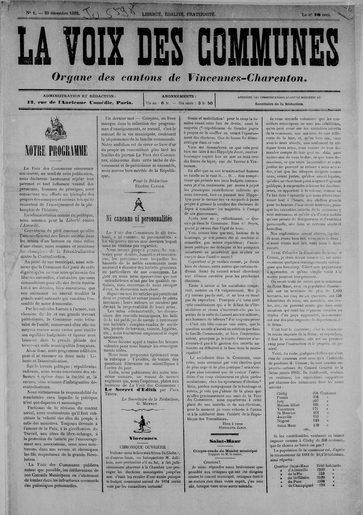
Le Premier numéro du journal Voix des Communes, 1883.

### Histoire
À sa naissance, Voix des communes prend la succession d’une publication éditée par Gabriel Meynet, Alfortville commune.
Voix des communes s’intéresse principalement à douze communes : Alfortville, Bonneuil, Bry, Champigny, Charenton, Créteil, Joinville, Maisons-Alfort, Nogent, Le Perreux, Saint-Maur, Saint-Maurice. Ces villes (Alfortville est fondée en 1885 et Le Perreux en 1887) forment en 1883 à la fois le canton de Charenton et la 2e circonscription de l’arrondissement de Sceaux, dans le département de la Seine. Le canton et la circonscription seront ensuite découpés (les cantons de Nogent de Saint-Maur, constituant la 2e circonscription, celui de Charenton la 4e).
Selon les périodes, Voix des communes couvrira également l’actualité d’autres villes au nord (Vincennes, Fontenay-sous-Bois, Saint-Mandé) ou au sud-ouest (Choisy-le-Roi, Ivry, Vitry, etc.) puis tout l’arrondissement de Sceaux de l’ancien département de la Seine.
Le journal va fusionner avec plusieurs journaux locaux, généralement limités à une commune : L’Écho d’Ivry, L’Avenir du Perreux et le Réveil de l’Est (juillet 1890), L’Est Républicain et L'Écho de Vincennes (juin 1910), le Courrier de la Seine (octobre 1910).
Pendant la première guerre mondiale, le journal s’interrompt deux fois, paraissant uniquement entre janvier 1915 et décembre 1916.
En août 1924, après un nouvel arrêt de publication, Voix des communes devient une des éditions d’un groupe de journaux républicains de la banlieue de Paris, qui comprend également le Journal de Vincennes, le Petit Montreuillois, le Petit Nogentais, Paris-Est Le Citoyen et Le Réveil de la Banlieue-Est. Fernand Paturel assume la fonction de directeur.
Il retrouve son autonomie en 1927. Après l’échec de plusieurs candidats patronnés par les radicaux-socialistes, dont celui du rédacteur en chef Edmond Chaligné dans la 2e circonscription de Saint-Maur lors du scrutin cantonal de mai 1935, l’hebdomadaire cesse sa publication en juin 1935. Le directeur tire la conclusion que « Les dernières consultations électorales ont modifié la situation politique de notre région dans de telles conditions que notre journal n’a aucune raison de poursuivre actuellement son œuvre de propagande. »
Deux numéros paraîtront en décembre 1935 et juin 1936. Le premier est consacré au congrès du parti radical-socialiste et le second aux députés élus dans l’arrondissement de Sceaux. Il mentionne que le journal est dans sa 55e année.

### Titre
À l’origine, Voix des communes se présente comme « Organe des cantons de Vincennes, Charenton », il affiche ses préférences politiques à partir de mai 1891 se définissant « Organe républicain radical-socialiste ». En 1910, il devient « journal de défense républicaine de l’arrondissement de Sceaux » puis en 1911 « journal de défense républicaine des cantons de Charenton, Nogent et Saint-Maur. »
En 1919, Voix des communes s’affiche comme « journal d’action républicaine et sociale des cantons de Charenton, Ivry, Nogent et Saint-Maur » puis comme « journal d’action républicaine et sociale de l’arrondissement de Sceaux. »
À partir de 1922, Voix des communes se présente comme « journal hebdomadaire du département de la Seine. »
Daté, depuis l’origine, selon le calendrier républicain, le journal abandonne cette référence pour ne plus utiliser que le calendrier grégorien en 1924.
Il s’intitule « hebdomadaire républicain d’informations et de défense des intérêts de la banlieue parisienne. »

### Éditions
Voix des communes est, jusqu’en 1916, imprimé en grand format.
Jusqu’en 1921, le journal a une unique édition publiée sur quatre pages (deux pages pendant une partie de l’année 1919).
En 1922, Voix des communes lance plusieurs éditions cantonales (Charenton, Sceaux, Vanves, Ivry, Saint-Maur). La page Une comprend les articles régionaux, la page Trois les annonces sportives et la page Quatre les publicités ; elles sont communes à toutes les éditions. La page Deux comprend les informations locales.
En 1923, ces éditions sont regroupées dans deux éditions dites régionales, à la faveur de l’augmentation de la pagination à six pages. Une édition couvre les cantons de Vincennes, Montreuil, Charenton, Saint-Maur et Nogent ; la seconde concerne Sceaux, Ivry, Vanves et Villejuif. Les informations locales occupent les pages Deux, Trois et Quatre.
Après 1924, une seule édition est publiée.

## Les thèmes traités
Voix des communes traite de l’actualité locale grâce à des correspondants bénévoles sous des rubriques consacrées à chaque commune, organisées par canton. Il s’intéresse à la vie politique, mais également aux associations et fêtes. La dernière page est consacrée essentiellement aux annonces et à la publicité. En Une, quelques articles couvrent la vie politique nationale, voire internationale. L’hebdomadaire insère parfois, des feuilletons littéraires, une rubrique financière ou théâtrale.
Pendant quelques années, le journal comprendra un Bulletin maçonnique et de libre-pensée (entre octobre 1890 et juin 1895) et ainsi qu’un Bulletin coopératif (entre mars 1893 et mars 1894). Ces deux rubriques sont animées par Henry Vaudémont. L’économiste Charles Gide, lié à Alfred Westphal, publie plusieurs articles sur l’économie sociale.
Dans les rubriques communales ou à une échelle plus large, le journal accueille l’information politique sur les comités et groupements républicains, et en particulier les radicaux-socialistes. Il soutient systématiquement les candidats de cette tendance, mais n’hésite pas à critiquer ceux qu’il estime s’éloigner des idées qu’il défend. Il appuie parfois des personnalités de gauche, comme le socialiste Albert Thomas.
Malgré son parti-pris politique, l’hebdomadaire insère sans difficulté les réponses à ses articles envoyés par des personnalités d’autres tendances.
D’allure austère à des débuts, le journal ne publie des photos qu’exceptionnellement avant 1920 et est rarement agrémenté de dessins. Au contraire, à partir des années 1920, l’illustration devient abondante en Une, plus rare en pages intérieures. Quelques caricatures apparaissent dans les années 1930, signées pas Reiner.
En 1921, Voix des communes lance un challenge sportif intercommunal qui connaîtra un certain succès.

### Sources
- Bibliothèque nationale, Versailles, cote Journaux 5598. Notice FRBNF32891136F
- Numérisation par les Archives départementales du Val-de-Marne en 1984. Cote 1MI 1573-1586